# Zamachy Bombowe/Boom
Zamachy bombowe/Boom – trzynasty album zespołu Sexbomba wydany w 2012 przez wytwórnię Alternative Pop.
Jest remixem płyty pod tym samym tytułem, która ukazała się w roku 1993.
Dodatkowo zawiera koncert zespołu, który ukazał się w 1993 r. na kasecie zatytułowanej Boom
.

## Lista utworów
1. "Zamachy bombowe/ Krew i pot"
2. "To niemożliwe"
3. "Szczury"
4. "Obcy 4–ty pasażer syberyjskiego expressu"
5. "Nigdy /nie mój Bóg"
6. "Nie przestawaj ani na chwilę"
7. "140 sek. w barze Albama"
8. "Ptak"
9. "Prawdziwe oblicze szatana"
10. "Ze wszystkich sił"
11. "Z trzema gwiazdkami"
12. "Zapach tanich szminek"
13. "Alarm (ulice krzykną)"
14. "Kiedy chcę otworzyć drzwi"
15. "Nie zrozum mnie źle"
16. "Bomby niczego nie zmienią (I tak)"
17. "Samochody"
18. "Sposób na świnie"
19. "Gdzie są chłopcy z tamtych lat"
20. "Taki jak ja"
21. "Tak się nie da"
22. "Co widzisz, słyszysz"
23. "Prawdziwe oblicze szatana"
24. "Wiara to broń"
25. "Woda, woda, woda"

- Muzyka: Sexbomba (1–2, 4–10,12–25), Malcolm Owen, Paul Fox, John Jennings, Dave Ruffy (3), Gerry Marsden (11)

## Skład
- Robert Szymański – wokal
- Waldemar Lewandowski – gitara, wokal, akordeon
- Piotr Welcel – gitara basowa, wokal
- Dominik Dobrowolski – perkusja, wokal
- Adam Szymański – gitara, wokal
- Bogdan Nowak –  wokal
- Piotr Trzciński –  wokal

Realizacja:
- Robert Szymański – projekt graficzny
- Darek Szweryn – realizator dźwięku utworów (1- 12)
- Andrzej Puczyński – realizator dźwięku utworów (13- 25)
- Robert Szymański – remix 2012 utworów (1-12)
- Leszek Brzoza – foto
- Krzysztof Pietrzak – foto